# Josh Bugajski

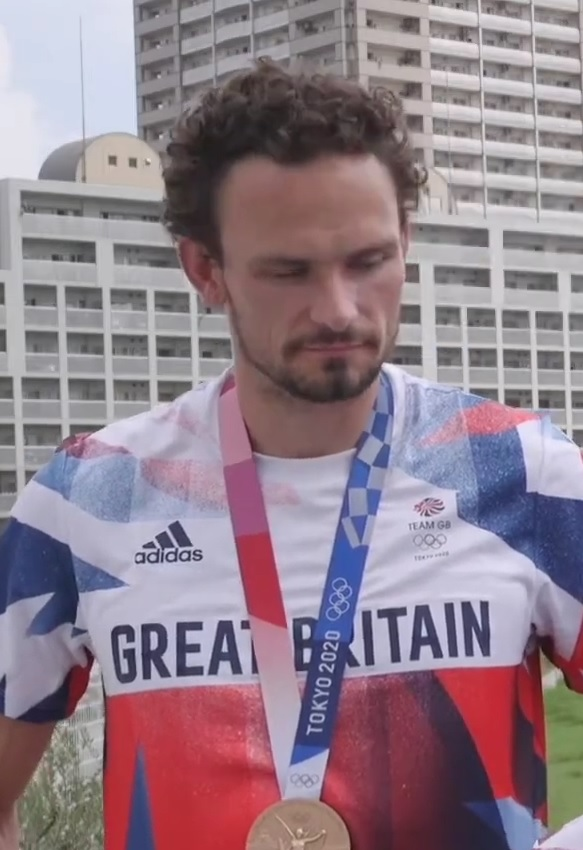
Josh Bugajski (2021)

Joshua „Josh“ Bugajski (geboren am 5. Oktober 1990 in Stockport) ist ein britischer Ruderer, der 2021 eine olympische Bronzemedaille gewann.

## Karriere
Bugajski begann im Alter von 20 Jahren in Cardiff mit dem Rudersport. Nach seiner Graduierung wechselte er zum Masters-Studium an die University of Oxford. 2016 und 2017 nahm er am Boat Race teil und gewann 2017. 2018 trat er im Ruder-Weltcup erstmals für die britische Nationalmannschaft an und belegte mit dem Achter den zweiten Platz in Belgrad. 2019 bei den Europameisterschaften in Luzern startete der britische Achter in der Besetzung Thomas Ford, James Rudkin, Thomas George, Mohamed Sbihi, Jacob Dawson, Oliver Wynne-Griffith, Matthew Tarrant, Josh Bugajski und Steuermann Henry Fieldman. Die Briten gewannen die Silbermedaille hinter dem Deutschland-Achter und vor den Niederländern. Bei den Weltmeisterschaften siegten die Deutschen vor den Niederländern und den Briten. 2021 gewann der britische Achter bei den Europameisterschaften in Varese vor den Rumänen und den Niederländern. Bei den Olympischen Spielen in Tokio siegte der Achter aus Neuseeland vor dem Deutschland-Achter und den Briten.